# Поліщук Леся Дем'янівна
Леся Дем'янівна Поліщук (нар. 17 березня 1956, село Підбрусинь, тепер Млинівського району Рівненської області) — українська радянська діячка, доярка колгоспу «Ленінський шлях» Радивилівського району Рівненської області. Депутат Верховної Ради УРСР 11-го скликання.

## Біографія
Освіта середня.
З 1971 року — кухар комбінату громадського харчування у Львівській області.
З 1978 року — доярка колгоспу «Ленінський шлях» села Козин Червоноармійського (потім — Радивилівського) району Рівненської області.
Потім — на пенсії в селі Савчуки Радивилівського району Рівненської області.

## Нагороди
- ордени
- медалі